# Сальзігутово (Кармаскалинський район)
Сальзігу́тово (рос. Сальзигутово, башк. Салйоғот) — присілок у складі Кармаскалинського району Башкортостану, Росія. Входить до складу Кабаковської сільської ради.
Населення — 265 осіб (2010; 256 в 2002).
Національний склад:
- башкири — 57 %
- татари — 29 %